# Aedes sapiens
Aedes sapiens är en tvåvingeart som beskrevs av E. Sydney Marks 1964. Aedes sapiens ingår i släktet Aedes och familjen stickmyggor. Inga underarter finns listade i Catalogue of Life.